# Dunnet Head
Dunnet Head (em gaélico escocês, Ceann Dùnaid)  é um pequeno promontório e península no norte da Escócia e que constitui, no extremo denominado Easter Head, o ponto mais setentrional da Grã-Bretanha, a ilha principal do Reino Unido.
Fica a cerca de 18 km a oeste/noroeste de John o' Groats e a cerca de 20 km de Duncansby Head. O extremo pertence à council  area de Higlands, no condado de Caithness.
Dunnet Head é considerado o limite ocidental do Pentland Firth, no lado meridional do fiorde, em Caithness (o limite oriental será Duncansby Head).

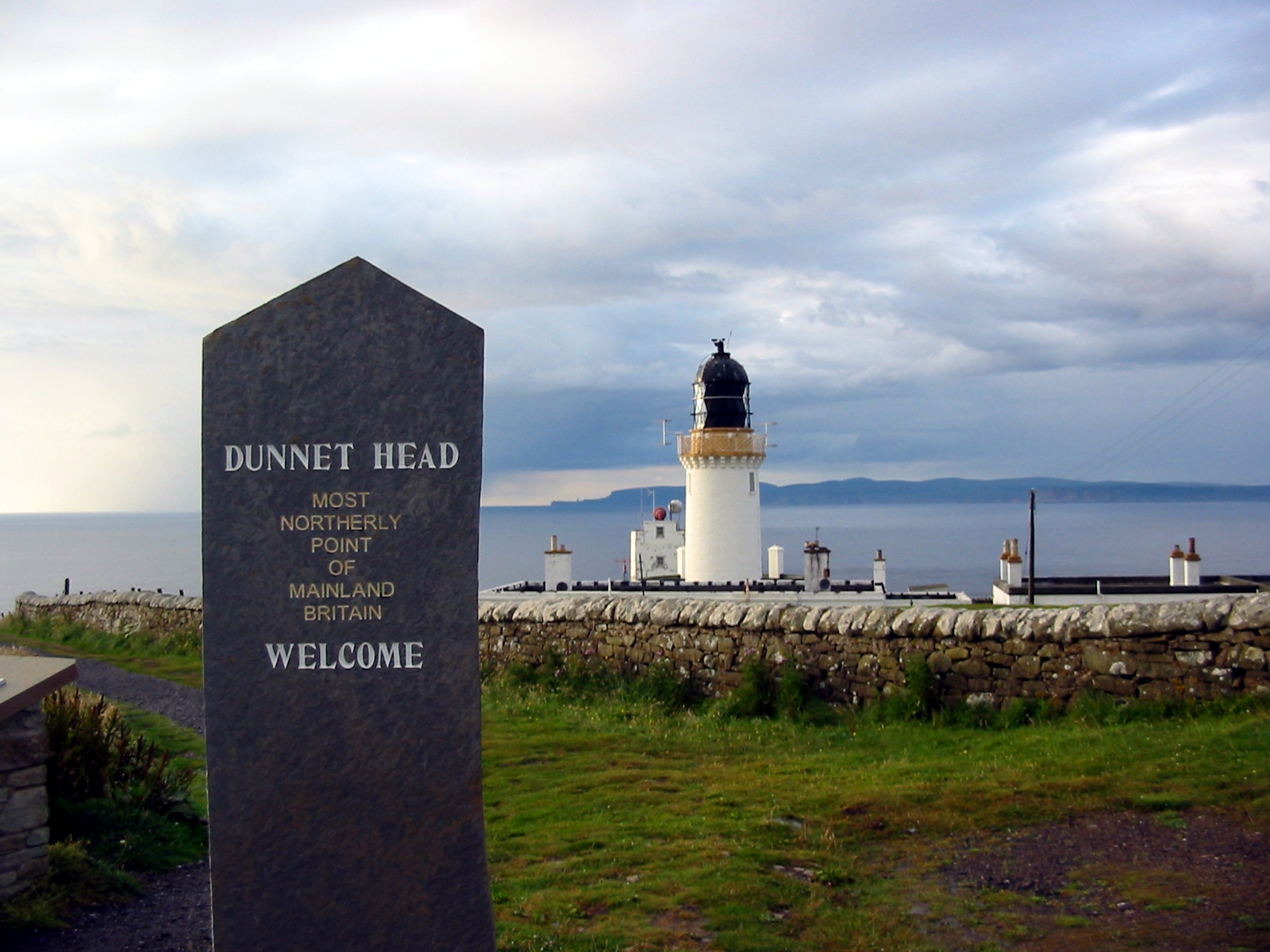
"Ponto mais setentrional da Grã-Bretanha.".